# Pieśń o Nibelungach

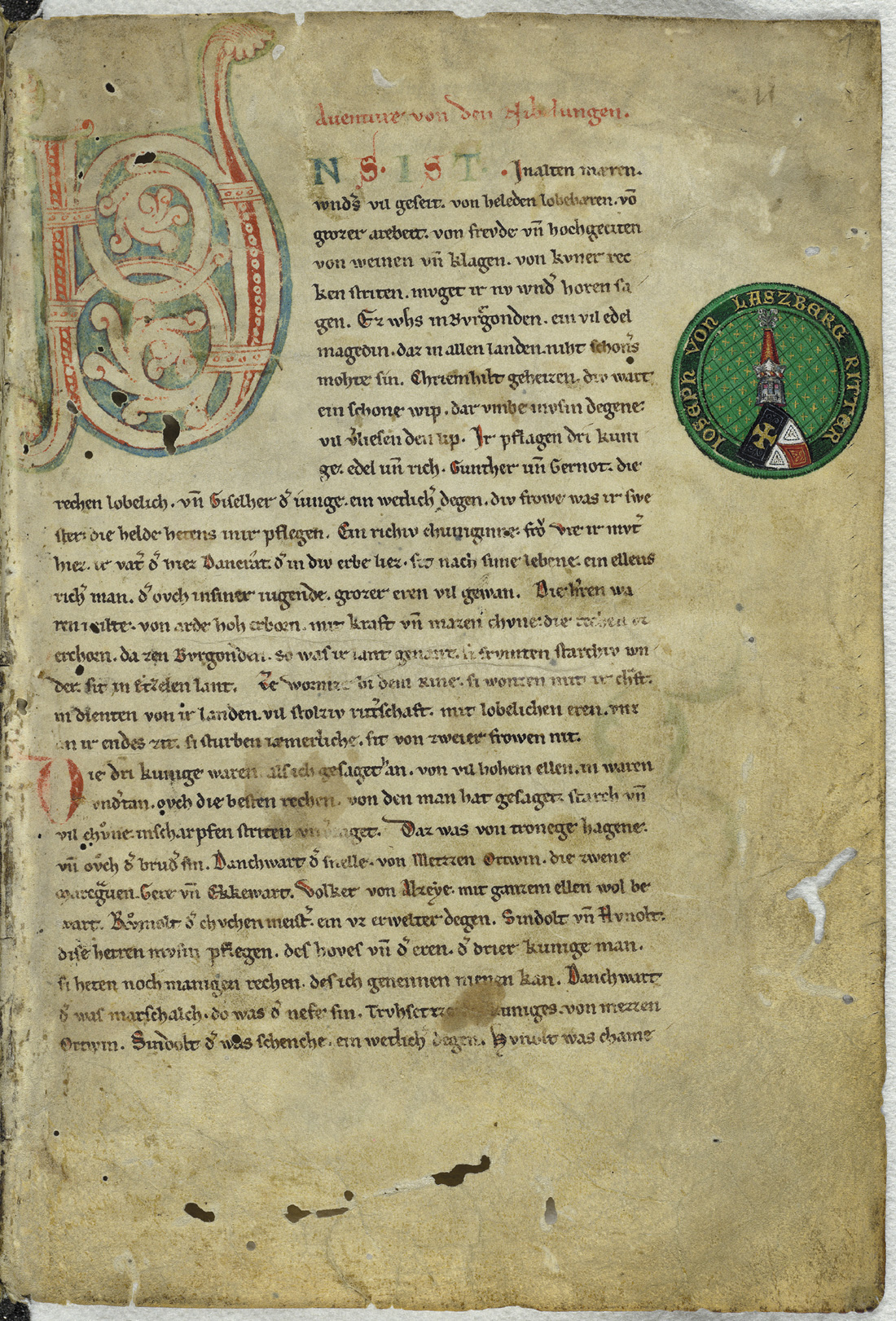
Manuskrypt Pieśni o Nibelungach, ok. 1220

Pieśń o Nibelungach (niem. Nibelungenlied) lub Niedola Nibelungów (niem. Nibelunge Not; oba tytuły równoprawne) – średniowieczny germański epos bohaterski, napisany w języku średnio-wysoko-niemieckim ok. 1200 roku przez nieznanego autora pochodzącego prawdopodobnie z okolic Pasawy, który opierał się na opowieściach zawartych w Eddach, Sadze rodu Wölsungów i Sadze o Dytryku z XIII w. (Dietrichsage). Wedle tradycyjnego poglądu był to rycerz z rodu Kürenbergów.
W roku 2009 Pieśń o Nibelungach została wpisana na listę UNESCO Pamięć Świata.

## Znaczenie tytułu
Pod nazwą Nibelungowie (także Niflungowie) rozumie się w tekście ród karłów, których skarb zagarnął Zygfryd, a później także Burgundów, gdyż stali się posiadaczami tego złota.
Etymologię słowa Nibelungowie wiąże się ze słowem Nebel (staroniem. Nebul) oznaczającego „mgłę”. Zatem Nibelungowie to „mieszkańcy krainy mgieł”, co należy łączyć z Niflheimem, czyli nazwą krainy zmarłych w mitologii skandynawskiej.

## Podłoże historyczne, struktura utworu
Historycznym podłożem eposu jest wędrówka ludów z IV i V wieku, podbój Burgundii w 436 r. przez Hunów pod wodzą Attyli, który występuje w nim pod imieniem Etzel (lub Ecel) oraz rywalizacja o władzę dwóch frankijskich królowych z dynastii Merowingów: Brunhildy (zm. 613) i Fredegundy (zm. 597).
Innymi postaciami historycznymi są Dytryk z Bernu (tj. Werony) z rodu Amelungów, a w rzeczywistości król Ostrogotów – Teodoryk Wielki z rodu Amalów, król Burgundów Gunter – historyczny Gundachar (Gundichar) oraz jego bracia Gernot i Gizler (inni historyczni władcy Burgundów: Gundomar i Gislahar/Giselher).
Pierwowzoru Zygfryda dopatrywano się w kilku postaciach historycznych (m.in. w wodzu Cherusków – Arminiusie, w uduszonym w 522 r. burgundzkim księciu Sigeryku – synu Sigismunda – lub w królu frankijskim Sigebercie I, mężu Brunhildy, zabitym w 575 r. za sprawą Fredegundy, żony jego brata Chilperyka I), ale brak ku temu przekonujących uzasadnień.
Tylko Krymhilda i Hagen (w sagach skandynawskich zwany Högnim) są postaciami fikcyjnymi. Niewykluczone jednak, że istniała burgundzka księżniczka Grymhilda. Przydomek Hagena „von Tronege” (Trojne) został wymyślony przez kronikarzy. Sugeruje, że miał się on wywodzić z Troi, być potomkiem trojańskich uchodźców, którzy niegdyś osiedlili się nad Renem.
„Pieśń” ukazuje świat pełen gwałtownych namiętności i krwawych wydarzeń, związanych głównie z walką o władzę. Motywy chrześcijańskie przeplatają się w niej z pogańskimi. Składa się z dwóch części:
- Śmierć Zygfryda (19 przygód)
- Zemsta Krymhildy (20 przygód)

Zachowała się w ponad 30 rękopisach reprezentujących różne, nierzadko sprzeczne ze sobą, wersje; ujednoliconą wersję opublikował w 1757 r. J.J. Bodmer (wyd. polskie 1881).

## Polski przekład
- Pieśń o Nibelungach. Starożytna epopeja niemiecka w dwóch częściach, przeł. Antoni J. Szabrański, Warszawa 1881.
- Niedola Nibelungów, przeł. i wstępem opatrzył Ludomił German, Nakładem i drukiem Wilhelma Zukerkandla, Złoczów 1894.
- Robert Stiller, Krymhilda. Opowieść rycerska o Nibelungach. Według średniowiecznego eposu napisał…, Instytut Wydawniczy „Nasza księgarnia”, Warszawa 1974 (kompilacja różnych źródeł)
- Karl Treumund, Saga o Nibelungach., przeł. z niemieckiego Adam Sznaper, przedsłowiem opatrzył Wilhelm Szewczyk, Wydawnictwo Ministerstwa Obrony Narodowej, Warszawa 1989. (adaptacja), ISBN 83-11-07701-0.
- Pieśń o Nibelungach, z języka średnio-wysoko-niemieckiego przeł., przedmową, komentarzami i indeksami opatrzył Andrzej Lam, Unia Wydawnicza „Verum”, Warszawa 1995, ISBN 83-85921-08-7; 2. wyd. zm. 1999, ISBN 83-85921-79-6.
- Niedola Nibelungów, przeł. i wstępem opatrzył Ludomił German, Wydawnictwo Wacław Bagiński i Synowie, Wrocław 1994. (reprint wydania z 1894 r.)
- Niedola Nibelungów, przeł. i wstępem opatrzył Ludomił German, Wydawnictwo Armoryka, Sandomierz 2009., ISBN 978-83-60276-15-0.

## Nawiązania
Na jej podstawie Richard Wagner skomponował w latach 1854–1876 tetralogię Pierścień Nibelunga.
Monumentalnej realizacji filmowej dokonał w 1924 Fritz Lang (Nibelungi).
Uli Edel również podjął się zaadaptowania „Pieśni...” na ekran i w 2004 roku powstał dobrze oceniany film telewizyjny Pierścień Nibelungów. W rolę Zygfryda wcielił się Benno Fürmann, zaś Brunhildy – Kristanna Loken.
Była źródłem inspiracji do powstania takich książek jak: Bohaterowie Północy Fryderyka de la Motte Fouquéogo, Skarb Nibelungów Ernesta Raupacha, Nibelungi Friedricha Hebbla czy Rycerze Północy Henrika Ibsena.
Ponieważ ukazuje silny i wojowniczy naród niemiecki, pod koniec XIX w. i w czasie II wojny światowej, gdy Niemcy starali się zdobyć panowanie w Europie, wiele razy się do niej odwoływano.